# ورد نيبوني
ورد نيبوني (الاسم العلمي: Rosa nipponensis) هو نوع من النباتات يتبع جنس الورد من الفصيلة الوردية. موطنه في اليابان، هونشو، شيكوكو.